# Lasippa semperi
Lasippa semperi är en fjärilsart som beskrevs av Hans Fruhstorfer 1908. Lasippa semperi ingår i släktet Lasippa och familjen praktfjärilar. Inga underarter finns listade i Catalogue of Life.